# Hatching Pete
Hatching Pete (conocida como Pedro, el pollo en Hispanoamérica y Reinventando a Pete en España) es una Película Original de Disney Channel estrenada el 24 de abril de 2009 en Disney Channel Estados Unidos y Family Channel en Canadá. Está dirigida por Stuart Gillard y protagonizada por Jason Dolley y Mitchel Musso
Se estrenó el 10 de abril de 2009 en Disney Channel Reino Unido, siendo la primera Película Original de Disney Channel en haberse estrenado en otro país antes de su estreno en Estados Unidos. 
En España se estrenó el 26 de septiembre de 2009 en Disney channel y en Latinoamérica se estrenó primero por HBO Plus y después, el 5 de diciembre de 2010 en Disney XD.
Fue lanzada en DVD el 12 de mayo de 2009.

## Trama
Pedro Ivey (Jason Dolley), un chico poco popular, es el mejor amigo de Cleatus Poole (Mitchel Musso). Cleatus, por tradición familiar, es la mascota de la escuela, el pollo. Pedro está enamorado de la hermana de Cleatus, pero ella sale con el capitán de baloncesto, lo que lo deja muy mal, mientras que su amigo lo anima diciéndole que lo ayudara. Sin embargo, hacen un cambio en su traje, provocándole una alergia. Cleatus le pide a Pedro que sea el pollo hasta que consigan una cabeza que evite que estornude, aunque eso sea una mentira. Pedro se niega al principio, pero termina aceptando. En el juego de baloncesto Pedro se golpea varias veces con los jugadores y el balón por error, causando furor entre el público. Pedro, aprovechando esto, hace un par de bromas al entrenador, molesta a los del otro equipo y se lanza por todos lados. Desde ese momento Cleatus se vuelve popular, ya que todos creían que él usaba el traje en el partido.
Cleatus aprovecha esto para obtener fama y atención de su novia, Jamie (Tiffany Thornton). Le dice que el traje aún no está listo, y le pide que use el disfraz del pollo un poco más. En el siguiente partido Pedro mira a Angela (Josie Loren), una de las porristas, de la cual se enamora. La lleva entre sus brazos y la saca del gimnasio. Pedro no le habla, pero le entrega una flor. Pedro no se siente muy querido, pues nadie sabe que estuvo en el juego. Y ahí, Cleatus le confiesa que nunca hubo un traje anti las alergias. Sin embargo, le ruega que use el traje, ya que sabe cómo se divierte. Solo por eso, sigue utilizándolo. En el siguiente partido un chico se lanza para anotar, pero va hacia las porristas por error. Pedro ve esto y salva a Angela, en vez de a Jamie, que debía salvar por ser la novia de Cleatus. Ella se rompe la nariz y se enfurece con el pollo, mejor dicho, con Cleatus. Mientras Pedro y Angela planean algo para el desfile. Pero en esos momentos Angela recibe un mensaje donde su novio termina con ella. Ella es consolada por Pedro y vuelven a trabajar. Todo transcurre en más partidos, mientras Cleatus se siente culpable de que su padre quiera pasar tiempo con él, pensando que es por la fama del pollo.
En el desfile, Cleatus se disfraza de vaquero para que no lo reconozcan. Sin embargo, Angela lo toma de las manos y lo invita a bailar con el pollo en la carroza. Pero en uno de sus movimientos se le cae el bigote y el sombrero falsos. Ahí todos se preguntan: ¿Quién está en el traje de pollo? Pedro huye de ahí en el traje, se mete en el auto del sheriff, y escapa. En la escuela intentan averiguar quién podría ser el que estaba bajo el traje. Angela le confiesa a Pedro de que se alivió de que no fuera Cletus el pollo. Entonces, Pedro le dice que: "La magia está en el misterio", cuando ella le pregunta si sabe quién es. En esto, Cletus está siendo investigado, ya que es la única persona que conocen que sabe la identidad del pollo. Por lo que, al no conseguir nada y que todos quieran al pollo, retiran los cargos por robo del auto. El padre de Cletus llega a la comisaría y le dice por qué lo hizo, a lo que responde que era alergia y no quería decepcionarlo.
El pollo es invitado a "Charlas de gallos", donde le preguntan por qué renunció y su identidad. Él le responde que si dijera quién es "La magia está en el misterio", lo mismo que le dijo a Angela. La cámara enfoca su rostro, asombrado por las mismas palabras que le dijo Pedro Ivey. En la casa, Cleatus le dice a su amigo que decepcionó a muchas personas y lo hará si no va al juego. En el partido van perdiendo. Justo se apaga la luz, y prenden una luz que recuerda a la "bati-señal", pero con la forma de un pollo. Pedro se lanza desde lo alto y termina rasgando la tela con el emblema de la escuela. Todos gritan mientras Pedro baila. La presencia del pollo motiva a los jugadores a ganar, y así lo hacen, anotando puntos. El pollo no pierde su encanto y sigue jugando en la cancha. El público le pide al pollo que revele su rostro. Nadie se inmuta por segundos al reconocer al chico que estaba bajo la máscara, pero gritan emocionados por Pedro Ivey. Angela se acerca a él y le dice que lo supo desde el momento en que mencionó las palabras en televisión. Ambos se besan y siguen animando a la gente como el pollo.

## Reparto
- Jason Dolley es Pete Ivey.
- Mitchell Musso es Cleatus Poole.
- Tiffany Thornton es Jamie Wynn.
- Josie Loren es Angela.
- Brian Stepanek es Entrenador Mackey.

### Doblaje para Hispanoamérica
- Luis Fernando Orozco - Pete Ivey
- Abraham Vega - Cleatus Poole
- Jesse Conde - Entrenador Mackey
- Mireya Mendoza - Jamie Wynn
- Karla Falcon - Angela